# Guaranteed
Pistes de Into the Wild
End of the Road
Guaranteed est une chanson d'Eddie Vedder.  Elle est la dernière de l'album Into the Wild issu de la bande originale du film homonyme réalisé par Sean Penn. Sur l'album, elle est suivie par une chanson cachée qui n'est autre que Guaranteed chantée bouche fermée.

## Texte
Comme les autres chansons de l'album, Guaranteed s'inspire de l'histoire de Christopher McCandless telle que l'a racontée Jon Krakauer. En entendant cette chanson, Sean Penn a déclaré avoir "simplement senti avec certitude que c'était l'expression musicale du personnage d'Emile (Hirsch, l'acteur principal)." Eddie Vedder a dit que le passage "Don't come closer or I'll have to go/Holding me like gravity are places that pull/If ever there was someone to keep me at home/It would be you" (Ne t'approche pas ou je devrai partir/Les lieux qui attirent me tiennent comme la gravité/S'il y avait quelqu'un qui puisse me retenir à la maison/Ce serait toi) était destiné à Carine, la sœur de Christopher McCandless.

## Accueil
Vedder a gagné le 65e Golden Globe Award de la chanson originale en 2008 pour Guaranteed. Guaranteed fut également nommée en 2008 pour le Broadcast Film Critics Association Award for Best Song, et remporta un Grammy Award en 2008 dans la catégorie "meilleure chanson écrite pour un film".

## Vidéo musicale
La vidéo musicale de la chanson a été réalisée par Marc Rocco et diffusée la première fois le 7 janvier 2008 sur VH1. Elle représente alternativement Vedder dans la pénombre interprétant la chanson et des images tirées du film.